# Gustave Lefrançais
Adolphe Gustave Lefrançois, conegut com a Gustave Lefrançais, (Angers, 30 de gener de 1826 - 14è districte de París, 16 de maig de 1901) fou un socialista, revolucionari i anarquista francès.

## Biografia
Fou alumne de l'Escola Normal de professors de Versalles, però les seves idees revolucionàries li tancaren les portes de l'ensenyament públic. Els diferents col·legis «lliures» on ensenyà el foragitaren ràpidament. L'any 1848, s'adherí a l'Associació de professors i professores socialistes fundada per Pauline Roland, fet que li comportà tres mesos de presó i dos anys de residència vigilada. L'any 1851 se li prohibeix ensenyar. S'està a Londres els anys 1852 i 1853 després de l'autocop d'estat de Napoleó III, per acabar esdevenint un dels oponents parisencs més destacats al Segon Imperi Francès.
Després de la proclamació de la Tercera República Francesa el 4 de setembre de 1870, el 4t districte l'envià com a delegat al Comitè central republicà dels Vint districtes. Participà en la insurrecció del 31 d'octubre de 1870 contra el Govern de Defensa Nacional. Detingut, és empresonat fins a la seva absolució el febrer de 1871.
El 26 de març de 1871, fou elegit al Consell del Municipi pel 4t districte. Fins al 3 d'abril fou membre de la comissió executiva, després de la de Treball i Intercanvi, i finalment de la de Finances (21 d'abril). Votà contra la creació del Comitè de Salut Pública. Durant la Setmana sagnant, combaté sobre les barricades i arribà a refugiar-se a Ginebra. Fou condemnat a mort en absència pel Consell de Guerra.
En el si de l'Associació Internacional de Treballadors, s'adherí a la Federació del Jura de tendència bakuninista. Col·laborà amb diversos periòdics anarquistes, publicà l'Étude sur le mouvement communaliste de Paris en 1871 i esdevingué un dels col·laboradors d'Élisée Reclus. Tornà a França després de l'amnistia de 1880. A la seva mort, exercia la professió de comptable. Fou inhumat al cementiri del Père-Lachaise (76a divisió).
Eugène Pottier li dedicà el poema La Internacional, musicat l'any 1888 per Pierre Degeyter.